# Крахмальное
Крахмальное (укр. Крохмальне) — село в Петропавловской сельской общине Купянского района Харьковской области Украины.

## Население
Население по данным всеукраинской переписи 2001 года составляло 45 человек (17 мужчин и 28 женщин).

## Географическое положение
Село Крахмальное находится на расстоянии в 3 км от реки Песчаная. Через село проходит автомобильная дорога Р-07. На расстоянии в 2 км расположена железнодорожная станция Берестовая.

## История
Основано в 1759 году.
Во время вторжения России на Украину, населённый пункт неоднократно переходил из рук в руки.